# 22 سبتمبر
- السبت
- الأحد
- الاثنين
- الثلاثاء
- الأربعاء
- الخميس
- الجمعة

- 307 ربيع الأول 1447  هـ
- 318 ربيع الأول 1447  هـ
- 19 ربيع الأول 1447  هـ
- 210 ربيع الأول 1447  هـ
- 311 ربيع الأول 1447  هـ
- 412 ربيع الأول 1447  هـ
- 513 ربيع الأول 1447  هـ
- 614 ربيع الأول 1447  هـ
- 715 ربيع الأول 1447  هـ
- 816 ربيع الأول 1447  هـ
- 917 ربيع الأول 1447  هـ
- 1018 ربيع الأول 1447  هـ
- 1119 ربيع الأول 1447  هـ
- 1220 ربيع الأول 1447  هـ
- 1321 ربيع الأول 1447  هـ
- 1422 ربيع الأول 1447  هـ
- 1523 ربيع الأول 1447  هـ
- 1624 ربيع الأول 1447  هـ
- 1725 ربيع الأول 1447  هـ
- 1826 ربيع الأول 1447  هـ
- 1927 ربيع الأول 1447  هـ
- 2028 ربيع الأول 1447  هـ
- 2129 ربيع الأول 1447  هـ
- 2230 ربيع الأول 1447  هـ
- 231 ربيع الآخر 1447  هـ
- 242 ربيع الآخر 1447  هـ
- 253 ربيع الآخر 1447  هـ
- 264 ربيع الآخر 1447  هـ
- 275 ربيع الآخر 1447  هـ
- 286 ربيع الآخر 1447  هـ
- 297 ربيع الآخر 1447  هـ
- 308 ربيع الآخر 1447  هـ
- 19 ربيع الآخر 1447  هـ
- 210 ربيع الآخر 1447  هـ
- 311 ربيع الآخر 1447  هـ

22 سبتمبر أو 22 أيلول أو يوم 22 \ 9 (اليوم الثاني والعشرون من الشهر التاسع) هو اليوم الخامس والستون بعد المئتين (265) من السنوات البسيطة، أو اليوم السادس والستون بعد المئتين (266) من السنوات الكبيسة وفقًا للتقويم الميلادي الغربي (الغريغوري)، وهو يوم الاعتدال الخريفي في نصف الكرة الشمالي، والاعتدال الربيعي في نصفها الجنوبي. يبقى بعده 100 يوما لانتهاء السنة.

## أحداث
- 680 - حركة الإمام الحسين بن علي بن أبي طالب من مكة إلى الكوفة.
- 1862 - الرئيس أبراهام لينكون يعلن تحرير العبيد في الولايات المتحدة.
- 1944 - بدء معركة الفلبين البحرية.
- 1947 - تأسيس منظمة الكومنفورم السوفييتية.
- 1949 - الاتحاد السوفيتي يفجر قنبلته الذرية الأولى.
- 1952 - انتخاب كميل شمعون رئيسًا للجمهورية اللبنانية وذلك بعد أيام من استقالة الرئيس بشارة الخوري تحت ضغط الشارع.
- 1956 - عقد قمة ثلاثية في الدمام بالسعودية حضرها ملك السعودية سعود بن عبد العزيز آل سعود ورئيس مصر جمال عبد الناصر ورئيس سوريا شكري القوتلي.
- 1960 - الإعلان عن استقلال مالي.
- 1968 - انتهاء أعمال نقل معبد أبو سمبل.
- 1969 - انعقاد مؤتمر قمة منظمة المؤتمر الإسلامي الذي دعا إليه ملك المغرب الحسن الثاني لبحث الآثار المترتبة على حريق المسجد الأقصى.
- 1980 - نشوب الحرب بين العراق وإيران والتي استمرت 8 سنوات وعرفت باسم حرب الخليج الأولى.
- 1988 - الرئيس اللبناني أمين الجميل وقبل نهاية ولايته بساعات يعلن تشكيل حكومة عسكرية برئاسة قائد الجيش العماد ميشال عون وذلك بعد فشل مجلس النواب بانتخاب رئيس للجمهورية ونهاية ولايته، ويقيل الحكومة المدنية والتي يرأسها بالنيابة سليم الحص.
- 1997 - مؤتمر إقليمي للحزب الشيوعي الكوري الشمالي يوصي بتولي كيم جونغ إل ابن الزعيم الراحل كيم إل سونغ منصب سكرتير عام الحزب.
- 1998 - القوات الصربية تجدد هجومها على المتمردين في كوسوفو، وقد أجبر الآلاف من المدنيين على ترك منازلهم بعد أن قامت الشرطة الصربية والجنود والمدنيون المسلحون بالتدفق إلى شمال الإقليم.
- 2006 - تجمع شعبي حاشد بدعوة من أمين عام حزب الله اللبناني حسن نصر الله لدعم المقاومة الإسلامية اللبنانية ضد إسرائيل والاحتفال بالانتصار عليها بحرب تموز.
- 2009 - وزيرة خارجية بلغاريا السابقة إيرينا بوكوفا تفوز بمنصب مدير «منظمة الأمم المتحدة للتربية والعلم والثقافة / يونسكو» عقب منافسة حادة مع منافسها الوحيد وزير الثقافة المصري فاروق حسني.
- 2016 - بداية تشكل إعصار ماثيو.
- 2018 - مسلحون يُهاجمون عرضًا عسكريًّا إيرانيًّا في الأهواز جنوب غرب إيران، في ذكرى حرب الخليج الأولى، مما أدى إلى مقتل 25 شخصًا وإصابة أكثر من 60 آخرين، وتبنى كل من تنظيم داعش وحركة النضال العربي لتحرير الأحواز هذا الهجوم.

## مواليد
- 1211 - ابن خلكان، مؤرخ وقاض وأديب من أعلام مدينة دمشق.
- 1515 - الملكة آن من كليفز، الزوجة الرابعة لهنري الثامن ملك إنجلترا.
- 1791 - مايكل فاراداي، عالم فيزياء إنجليزي.
- 1878 - يوشيدا شيغه-رو، رئيس وزراء اليابان.
- 1882 - فيلهلم كايتل، عسكري ألماني.
- 1895 - بول ميوني، ممثل أمريكي.
- 1902 - روح الله الموسوي الخميني، رجل دين وسياسي إيراني.
- 1906 - إلسي كوخ، حارسة سجن نازية فتكت بالمعتقلين اليهود وأعداء النازية.
- 1917 - محمد الغزالي، عالم ومفكر إسلامي مصري.
- 1939 - أسامة عباس، ممثل مصري.
- 1953 - سيغولين رويال، سياسية فرنسية.
- 1964 - بوني هنت، ممثلة أمريكية.
- 1966 -
  - سميرة الوهيبي، ممثلة ومخرجة عمانية.
  - مصطفى قمر، مغني مصري.
- 1970 - إيمانويل بيتيت، لاعب كرة قدم فرنسي.
- 1974 - دينا الخنجي، ممثلة بحرينية.
- 1976 - رونالدو، لاعب كرة قدم برازيلي.
- 1978 - هاري كيويل، لاعب كرة قدم أسترالي.
- 1980 -
  - أريام، مغنية إماراتية.
  - محمد عيسى، لاعب كرة قدم كويتي.
- 1982 -
  - بشار الشطي، مغني كويتي.
  - مارتن ستيكلنبيرغ، لاعب كرة قدم هولندي.
- 1986 - ريهام حجاج، ممثلة مصرية.
- 1990 - عبد المجيد الفوزان، منشد وممثل ومقدم سعودي.
- 1994 - محمد كنو، لاعب كرة قدم سعودي.
- 1995- نايون، مغنية كورية.

## وفيات
- 1520 - سليم الأول، تاسع بني عثمان.
- 1539 - الغورو ناناك، مؤسس الديانة السيخية.
- 1828 - شكا زولو، قائد قبائل الزولو.
- 1928 - عبد الخالق ثروت، رئيس وزراء مصر.
- 1952 - د.كآرلو يوهو ستولبيرغ، رئيس فنلندا الأول.
- 1956 - فردريك سودي، عالم كيمياء بريطاني حاصل على جائزة نوبل في الكيمياء عام 1921.
- 1989 - إرفينغ برلين، ملحن أمريكي.
- 1996 - دوروثي لامور، ممثلة أمريكية.
- 1999 - جورج سي سكوت، ممثل أمريكي.
- 2013 -
  - عبد النبي حجازي، كاتب سوري.
  - عبد الحميد السراج، سياسي سوري، وزير الداخلية في الجمهورية العربية المتحدة.
- 2014 - يوسف عيد، ممثل مصري.
- 2017 -
  - نادر كولجين، مغني إيراني.
  - مهدي عاكف، المرشد العام السابع لجماعة الإخوان المسلمون.
- 2021 - عبد القادر بن صالح، سياسي جزائري، ورئيس الجزائر المؤقت من أبريل إلى ديسمبر 2019.
- 2022 - هشام سليم، ممثل مصري.

## أعياد ومناسبات
- عيد الاستقلال في بلغاريا.
- عيد الاستقلال في مالي.
- الأيام الخالية من السيارات.

## وصلات خارجية
- وكالة الأنباء القطريَّة: حدث في مثل هذا اليوم.
- النيويورك تايمز: حدث في مثل هذا اليوم.
- BBC: حدث في مثل هذا اليوم.